# Basarrate (métro de Bilbao)
Pour les articles homonymes, voir Basarrate.
Basarrate est une station des lignes 1 et 2 du métro de Bilbao, située dans le quartier de Santutxu de la commune de Bilbao dans la communauté autonome du Pays Basque.

## Situation sur le réseau
Établie sous la Campa de Basarrate, elle est située entre Bolueta au sud-est et Santutxu au nord-ouest, sur le tronçon commun des lignes 1 et 2. Elle se trouve en zone tarifaire 1.

## Historique
La station est ouverte aux voyageurs le 5 juillet 1997, lors de la mise en service du prolongement sud du tronçon commun aux lignes 1 et 2 depuis la station Zazpikaleak/Casco Viejo.

## Service des voyageurs

### Accès
Elle dispose de deux accès dont un par ascenseur et est entièrement accessible.

### Desserte
Basarrate est desservie par des rames des lignes 1 et 2 du métro.

### Intermodalité
La station est en correspondance avec les lignes 13, 40 et 48 du réseau des autobus urbains Bilbobus.